# 1. Sekundarschule Pentscho Slawejkow
Die 1. Sekundarschule Pentscho Slawejkow (auch 1. Mittelschule Pentscho Slawejkow, bulgarisch 1-во средно училище „Пенчо Славейков“ Parwo sredno utschilischte Pentscho Slawejkow) ist eine Schule in der bulgarischen Hauptstadt Sofia. Sie trägt dem Namen des Dichters und Literaturkritikers Pentscho Slawejkow. Die Schule ist eine der ältesten im Land und wurde als Klassisches Gymnasium von Sofia (bulgarisch Софийска класическа гимназия) 1879 gegründet. Sie wurde kurz nach der Befreiung Bulgariens von osmanischer Herrschaft in der Hauptstadt des neuerrichteten bulgarischen Staates, neben dem Aprilow-Gymnasium (das ein Realgymnasium war), als klassisches Gymnasium im Land eröffnet (das Männergymnasium Kyrill und Method in Plowdiw befand sich zu diesem Zeitpunkt nominell in der osmanischen Provinz Ostrumelien). Da zunächst nur Jungen unterrichtet wurden, wurde das Gymnasium auch Männergymnasium bzw. Knabengymnasium von Sofia genannt. Das Klassische Gymnasium war bis zur Gründung der Universität von Sofia (1888), das mit Lehrern aus dem Gymnasium gegründet wurde, die höchste Bildungsstätte in der Stadt. Auch die  Nationale Kunstakademie und die Technische Universität Sofia gehen auf Ausgliederung von Klassen des Gymnasiums zurück. Absolventen des Gymnasiums waren berühmte Persönlichkeiten der nationalen politischen, intellektuellen und wirtschaftlichen Elite Bulgariens.

## Klassisches Gymnasium von Sofia. Gründung
Die Schule wurde am 7. Januar 1879 als klassische Gymnasium in Sofia gegründet. Namensgeber war der Heiliger Iwan Rilski. Die Vorbereitungen für ihre Gründung begannen unmittelbar nach der Befreiung Bulgariens im Zuge des Russisch-Osmanischen Krieges (1877–1878) und wurden dem Sofioter Bezirksschulinspektor Josif Kowatschew anvertraut. Marin Drinow, der damalige Leiter der von den Russen eingesetzte provisorische Direktion für Aufklärung und geistige Angelegenheiten, unternahm Anstrengungen, um die vor dem Krieg bereits bestehenden Schulen wiederherzustellen und neue zu gründen, klassische und reale Gymnasien zu eröffnen. Dazu wurde von Marin Drinow bereits im August 1878 der Erlass Vorläufige Regeln für die 1878/1879 im Fürstentum Bulgarien eröffneten Gymnasien verabschiedet. Im September genehmigte der Leiter der provisorischen Verwaltung, Fürst Alexander Dondukow-Korsakow, die Lehrerstellen für die je ersten drei Klassen eines Realen und einem klassischen Gymnasiums.
Nach diesen Anordnungen wurden im Schuljahr 1878/1879 nur die ersten beiden Klassen des Klassischen Gymnasiums Sofia eingerichtet. Das Klassische Gymnasium Sofia begann seine Tätigkeit im Gebäude der so genannten Sofioter Gesamtschule (aus dem Bulg. Софийско взаимно училище, wortwörtlich Sofioter gegenseitige Schule), das sich im Hof der Kathedrale Sweta Nedelja befand. Im Gebäude wurden vier Klassenräume eingerichtet und im November 1878 der aus Dojran stammende Bildungsfunktionär und späteren Direktors des Bolgrader Gymnasiums Georgi Stamenow zum Direktor des Gymnasiums ernannt. Das Gymnasium wurde am 7. Januarjul. / 19. Januar 1879greg. mit einem Feiergottesdienst im Beisein von Alexander Dondukow-Korsakow eröffnet und zwei Tage später wurde der Schulbetrieb aufgenommen. In der Schulchronik wurde festgehalten, dass der Schulstart mit zwei Klassen erfolgte. Für die Klasse 1. gab es zwei Klassen mit insgesamt 76 Schüler und für die Klasse 2. eine Klasse mit 35 Schüler. Der Unterricht erfolgte täglich von 9 bis 14 Uhr und unterrichtet wurden bulgarische Grammatik, Mathematik, Geschichte, Geografie, Religion (Gesetz Gottes), Latein, westlichen Sprache (Deutsch oder Französisch) und Zeichnen. Neben Schulleiter, unterrichtete Stamenow zwei Jahre lang Latein am Gymnasium. In dieser Zeit veröffentlichte er mit Pädagogische lateinische Grammatik für die Grundschulklassen eines klassischen Gymnasiums (Учебна латинска граматика за употрѣбенье въ първитѣ классове на классическа гимназия, Sofia, 1881) eines der ersten modernen bulgarischen Schulbücher für Latein.
Am Ende des ersten Schuljahres brannte das Schulgebäude ab und die Schulbehörde weigerte sich, dem Gymnasium ein neues Gebäude zu geben. Das Gymnasium wich in der Folgezeit in privaten Quartieren aus, die von Wohltäter der Schule bereitgestellt wurden. Im Schuljahr 1880–81 hatte das klassisches Gymnasium 5 Klassen, 7 Lehrern und 228 Schüler und die Gebäudenot wurde und der Druck auf dem Bildungsministerium großer, welches sich entschloss im Stadtzentrum ein Grundstück zu erwerben und ein Schulgebäude zu bauen.

## Erweiterung und Trennung von neuen Schulen

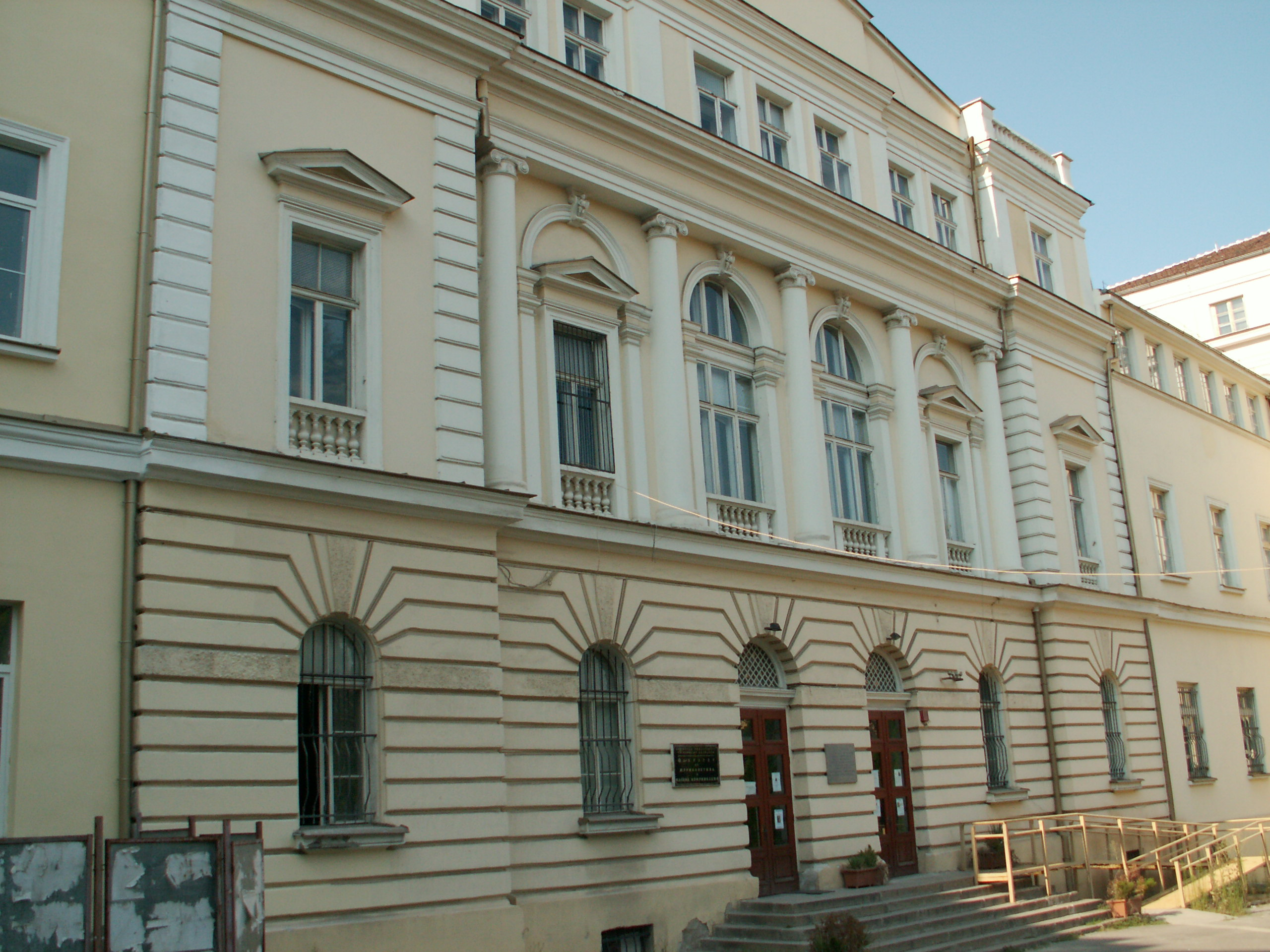
Außenfassade und Eingang des vom bulgarisch-schweizerischen Architekt Konstantin Jovanovič entworfenen Schulgebäudes, heute Fakultät für Journalistik der Universität Sofia (2009)

Das Schuljahr 1882/3 begann in einem neuen Gebäude, welches vom bulgarisch-schweizerischen Architekt Konstantin Jovanovič entworfen und im Machtzentrum der Hauptstadt gebaut wurde. In der Nähe befanden sich die Hofdruckerei Sofia und das Zaren-Schloss und die Sophienkirche und das Gebäude verfügte über 13 Klassenräume, eine Turnhalle, ein Lehrerzimmer, Spezialfachräume sowie Verwaltungsräume. In dem Gebäude an der ul. Vrabcha, das mehrfach aufgestockt wurde, sind heute die Fakultät für Journalistik der Universität Sofia und der Botanischer Garten unweit der Newski-Kathedrale und des Parlaments untergebracht.
Bis 1886 war das Männergymnasium in Sofia ein klassisches Gymnasium, obwohl im Marin Drinows Ursprungserlass ein klassisches und ein reales Gymnasium in der Stadt eröffnen werden sollten. Die Diskussion ob klassische, also humanistische (altsprachliche) oder reale, also moderne Fremdsprachen sowie Mathematik und Naturwissenschaften unterrichtet werden sollen, wurde Jahr um Jahr um die Gestaltung des Schulplans geführt. Um den Anforderungen der Einwohner von Sofia gerecht zu werden, wurde zu Beginn des Schuljahres 1886/1887 wurde eine reale Abteilung eröffnet, jedoch nur für die die 4. Klasse. Damit änderte sich ab dem 1. Januar 1887 auch den Namen in Klassisches und Reales Gymnasium von Sofia (bulg. Софийска класическа и реална гимназия).
Eine kuriose Tatsache in der Geschichte der Schule ist die Eröffnung der Sitzung der Dritten Ordentlichen Nationalversammlung im neu errichteten Gebäude des Sofioter Klassischen Gymnasiums. Damals tagten die Abgeordneten in einem Gebäude in der ul. „Alabin“, das jedoch durch ein Brand zerstört wurde. Daher trafen sich die Abgeordneten am 10. Oktober 1883 in der Turnhalle des Gymnasiums, die vorübergehend als Sitzungssaal eingerichtet und mit Teppichen und roten Vorhängen dekoriert wurde. Es wurden einhundertzwanzig bequeme Stühle aufgestellt. Es gab auch eine Galerie, links für die Männer und rechts für die Frauen.
Am Ende des Schuljahres 1883/1884 wurde die erste Reifeprüfung am Gymnasium abgehalten. Damals gab es 11 Schüler in der siebten Klasse. Zu dieser ersten Prüfung wurden 8 Schüler zugelassen, von denen 7 ein Reifezeugnis erhielten. Nach den realen Klassen des Gymnasiums wurden ab 1909 auch halbklassischen Klassen eröffnet. Mit dem Zustrom der Bevölkerung in der neuen Hauptstadt wuchs auch die Schüleranzahl enorm, sodass Klassen, die ursprünglich dem Gymnasium zugeordnet waren, ausgegliedert wurden und die Basis für die Gründung der dreiklassigen Progymnasien: Erstes, Zweites und Drittes Sofioter Männerprogymnasium wurden.
1886/1887 wurde das neue Gebäude des 1. Klassischen Gymnasiums erneut zu eng. Dies machte den Bau eines zusätzlichen Flügels erforderlich. Am 19. Septemberjul. / 1. Oktober 1888greg. beschloss die bulgarische Nationalversammlung die Einrichtung eines Höheren Pädagogischen Kurses am Ersten Männergymnasium für die Ausbildung von Lehrkräfte für einer Universität. Ein Jahr später, zeitgleich mit der Fertigstellung des neuen Flügels, erkannte das Parlament den guten Anfang des Höheren Pädagogischen Kurses an und verabschiedete ein Gesetz zu seiner Ausgliederung und Umwandlung in eine Universität. Die neue Universität bezog die neu fertiggestellten Räume des Gymnasiums und seine Raumnot blieb.
Viele der Lehrer des Gymnasiums waren in der Folge parallel oder wurden ganz Professoren und Dozenten an der Kunst- und Musikakademie und vor allem an der Universität Sofia. Allein im Jahr 1909 wurden 6 Mitglieder des Lehrkörpers zu Assistenten an der Universität ernannt. Zu den Schülern des Gymnasiums in dieser Zeit gehörten auch die Prinzen Boris III. und Kyril Preslawski. Zu Beginn des Schuljahres 1898/1899 übersteigt die Schülerzahl des Gymnasiums und der dreizügigen Schulen 2.200. Später wuchs die Zahl der Schüler erneut und das Vierte und Fünfte Sofioter Männerprogymnasium wurden durch Ausgliederung gegründet.
Aufgrund der großen Schülerzahl wurde 1903 das 2. Sofioter Männergymnasium (heute 22-ро средно училище „Георги С. Раковски“ ‚22. Sekundarschule Georgi Rakowski‘) und 1908 das 3. Sofioter Männergymnasium (heute 18-ро средно училище „Уилям Гладстон“ ‚18. Sekundarschule William Gladstone‘) als Ausgliederung von Klassen des Klassischen Gymnasiums, gegründet. Im Jahr 1908 wurde im Palast eine private Palastschule gegründet die am Klassischen Gymnasium angesiedelt war und vom Direktor des Gymnasiums Stanimir Stanimirow geleitet wurde. Die Lehrer der beiden Prinzen waren die besten Lehrer des Gymnasiums und der Militärschule. Im Jahr 1912 wurden die technischen Klassen des Gymnasiums als Technische Mittelschule Sofia, aus der sich die heutige Technische Universität entwickelte ausgegliedert.

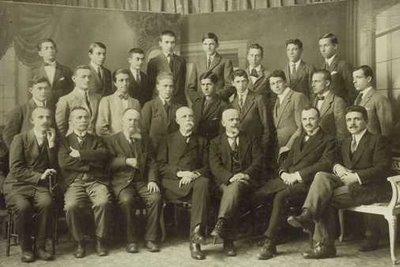
Schüler (hinten) und Lehrer (sitzend vorne) des Gymnasiums im Jahr 1920

Das Erste Männergymnasium spielte nicht nur eine wichtige Rolle bei der Organisation des Bildungssystems in der Hauptstadt, sondern verlor auch sein ursprüngliches Gebäude, das der rasch expandierenden staatlichen Universität zur Nutzung überlassen wurde. Das Gymnasium blieb in diesem Gebäude in der Moskovska-Straße bis 1921 untergebracht, als die Räumlichkeiten vollständig den Bedürfnissen der Universität Sofia überlassen wurden und die Medizinische Fakultät hier einzog. Heute befindet sich hier die Fakultät für Journalistik.
Bis zum Bau des jetzigen Gebäudes fand der Unterricht in mehreren von Privatpersonen angemieteten Gebäuden statt, wie zum Beispiel in dem Gebäude an der Ecke der Moskowskaja Straße und der Donaustraße, ein weiteres befand sich in der Budapest Strasse Nr. 8 (heute Tetevenska Straße). Im Dezember 1923 wurde ein dritter Raum für die Bedürfnisse des Gymnasiums angemietet. Er befand sich in der Stara Planina Straße Nr. 5 und gehörte Stefan Wanew. Ein weiteres Gebäude, welches die Direktion beherbergte und dem Freiheitskämpfers Iwan Bobewski gehörte, befand sich an der Dondukov Straße.
1931 bezog das 1. Sofioter Männergymnasium „Sweti Iwan Rilski“ das heutige Gebäude in der ul. Stara planina 11, welches sich weiterhin in der Altstadt von Sofia, unweit der Fakultät für Journalistik befindet. Während des Zweiten Weltkrieges wurde der Westflügel des Gebäudes während der Bombardierung Sofias beschädigt.

## Die Schule heute
Seit 2016 trägt die Schule den Namen 1. Sekundarschule Pentscho Slawejkow. Das Schulprofil heute setzt auf Fremdsprachen, Bildende Kunst, Informationstechnik und es wird ab der 7. und 8. Klasse unterrichtet. Eine Einschulung erfolgt durch die erfolgreiche Ablegung von Eingangsprüfungen in den unterschiedlichen Fächern. Nach der Klasse 7. können Schüler das Profil Technologie mit erste Fremdsprache Englisch, zweite Fremdsprache Deutsch und die Vertiefungsfächer Informationstechnologie, Informatik und Mathematik; das Profil Fremdsprachen mit den Fremdsprachen Englisch oder Spanisch und die Vertiefungsfächer Geschichte und Geografie sowie das Profil Bildende Kunst mit den Fremdsprachen Englisch oder Spanisch und die Vertiefungsfächer Mode, Design, Grafik, Bildhauerei und Ikonenmalerei auswählen. Ab der 8. Klasse wird das Profil Entrepreneurship and Business mit erste Fremdsprache Englisch, zweite Fremdsprache Deutsch, Spanisch oder Russisch sowie die Vertiefungsfächer Technik, Informatik, Geografie und Wirtschaft.
Das Gebäude der 1. Sekundarschule Pentscho Slawejkow ist heute ein Kulturdenkmal, welches um geräumige Klassenzimmer und Ateliers, zwei Turnhallen, ein Schwimmbad und sechs Computerräume verfügt. Die Cafeteria und die Kantine stehen den Schülern und Lehrern zur Verfügung. Dazu verfügte die Schule über eine reichhaltige Bibliothek, die Galerie Zografche in die Werke berühmter und weniger berühmter Absolventen der Schule aufbewahrt werden sowie über ein Schulmuseum.

## Schulname
Der Name der Schule wurde mehrmals durch die Schulform und durch die Patrone der Schule geändert. Anfänglich wurde die Schule als klassisches Gymnasium von Sofia oder Sofioter Männergymnasium genannt. Mit der Vereinigung Bulgariens mit Ostrumelien 1885 und den Aufbau von realgymnasialen Klassen wurde der Name in Klassisches und Reales Gymnasium von Sofia geändert. 1904 wurde der Name in 1. Männergymnasium „Heiliger Iwan Rilski“ geändert. Diesen Namen trug die Schule bis zur Machtergreifung der Kommunisten.
In dem durch letztere eingeleiteten Prozess von Namensänderungen von Institutionen mit royalen oder geistigen Bezug wurde das Gymnasium 1950 nach dem Kommunistenführer und ehemaligen Schullehrer Dimitar Blagoew benannt. Mit dem Fall des Kommunismus wurde der Name der Schule 1992 in Erste allgemeine Sekundarschule „Pentscho Slawejkow“ geändert. Den letzten Namen sie trägt, leicht abgewandert noch heute. und gewidmet ist dem ehemaligen Schullehrer (1899–1901) Pentscho Slawejkow.
Wegen ihrer Schulform wurde die Schule oft verkürzt Klassisches Gymnasium, Männergymnasium von Sofia, Knabengymnasium von Sofia, Realschule von Sofia, Realgymnasium von Sofia, Staatsgymnasium, Gymnasium von Sofia, Erstes Knabengymnasium, Erstes Jungengymnasium genannt.
| Name | von  | bis  |
| --- | ---- | ---- |
| Софийска класическа гимназия zu dt. Klassisches Gymnasium von Sofia                                                     | 1879 | 1886 |
| Софийска класическа и реална гимназия zu dt. Klassisches und Reales Gymnasium von Sofia                                 | 1887 | 1903 |
| I-ва софийска мъжка гимназия „Св. Ив.Рилски“ zu dt. Erstes Männergymnasium „Heiliger Iwan Rilski“                       | 1904 | 1950 |
| Пълно средно мъжко училище № 10 „Димитър Благоев“ zu dt. Erste Sekundäre Männerschule № 10 „Dimitar Blagoew“            | 1950 | 1954 |
| Десето средно смесено училище „Димитър Благоев“ zu Dt. 10. Sekundäre gemischte Schule „Dimitar Blagoew“                 | 1954 | 1966 |
| Първа политехническа гимназия „Димитър Благоев“ zu dt. Erstes Politechnisches Gymnasium „Dimitar Blagoew“               | 1967 | 1975 |
| Първо единно средно политехническо училище „Димитър Благоев“ zu dt. Erste Gesamtpolitechnische Schule „Dimitar Blagoew“ | 1976 | 1992 |
| Първо средно общообразователно училище „Пенчо Славейков“ zu dt. Erste allgemeine Sekundarschule „Pentscho Slawejkow“    | 1992 | 2016 |
| 1-во средно училище „Пенчо Славейков“ zu dt. Erste Sekundarschule „Pentscho Slawejkow“                                  | 2016 | -    |

## Bekannte Personen (Auswahl)
Namhafte Lehrer und Direktoren
- Dimitar Agura (1849–1911), Historiker
- Ilija Beschkow (1901–1958), Künstler
- Alexandar Teodorow-Balan (1859–1959), Philologe, Literaturhistoriker und Bibliograph
- Charles Champaud (1865–nach 1896), Schweizer Turner
- Dobri Christow (1875–1941), Komponist
- Michalaki Georgiew (1854–1916), Schriftsteller
- Atanas Usunow (1857–1887), Freiheitskämpfer und Offizier
- Anastas Ischirkow (1868–1937), Geograf
- Konstantin Jireček (1854–1918), Historiker
- Angel Karalijtschew (1902–1972), Schriftsteller
- Stojan Michailowski (1856–1927), Dichter und Politiker
- Ljubomir Miletitsch (1863–1937), Sprachwissenschaftler, Ethnograph, Historiker und Publizist
- Nikolaj Pawlowitsch (1835–1894), Maler
- Emanuil Popdimitrow (1885–1943), Schriftsteller
- Iwan Schischmanow (1862–1928), Politiker, Literaturhistoriker und Folklorist.
- Teodor Trajanow (1882–1945), Schriftsteller

Namhafte Schüler
- Boris III. (1894–1943), Zar von Bulgarien
- Kyrill von Bulgarien (1895–1945), Prinzregent und Bruder von Boris
- Ljuben Berow (1925–2006), Wirtschaftswissenschaftler, Politiker und Ministerpräsident von Bulgarien
- Kiril Christow (1875–1944), Dichter, Romancier und Dramatiker
- Atanas Daltschew (1904–1978), Dichter, Kritiker und Übersetzer
- Ljubomir Daltschew (1902–2002), Bildhauer
- Dimtscho Debeljanow (1887–1916), Lyriker
- Dimitar Dimow (1909–1966), Schriftsteller
- Bogdan Filow (1883–1945), Archäologe und Ministerpräsident von Bulgarien
- Jordan Jowkow (1880–1937), Schriftsteller
- Stefan Kostow (1879–1939), Schriftsteller
- Krastjo Krastew (1866–1919), Sprachwissenschaftler, Übersetzer, Philosoph und Literaturkritiker
- Georgi Markow (1929–1978), Schriftsteller
- Nikola Michailow (1876–1961), bulgarisch-deutscher Maler
- Wladimir Mollow (1873–1935), Politiker
- Elin Pelin (1877–1949), Schriftsteller
- Nikola Petkow (1893–1947), Politiker
- Petko Petkow (1891–1924), Politiker
- Stojan Sagortschinow (1889–1969), Schriftsteller
- Krastjo Sarafow (1876–1952), Schauspieler
- Jordan Sokolow (1933–2016), Politiker, Minister und Parlamentspräsident
- Jordan Tschkatrow (1897–1946), Revolutionär, Anwalt und Persönlichkeit des öffentlichen Lebens
- Teodor Trajanow (1882–1945), Dichter und einer der wichtigsten Vertreter des bulgarischen Symbolismus
- Wojdan Tschernodrinski (1875–1951), Dramatiker und Schriftsteller
- Detschko Usunow (1899–1986), Maler